# Župnija Drežnica
Župnija Drežnica je rimskokatoliška teritorialna župnija dekanije Kobarid Škofije Koper.

## Sakralni objekti
- Cerkev Srca Jezusovega, Drežnica - župnijska cerkev
- - podružnica